# Елизабет Христић
Елизабет Христић или Јелисавета Христић девојачко Елизабет О’Брајен (1861 — 1933) по рођењу Иркиња, једна је од две добротворке из српске породице Христић, супруга српског официра и војног изасланика у Петрограду, Љубомира Христића.

## Живот и дело
Рођена је у Ирској 1861. године у породици  О’Брајен. Била је у браку са  коњичким пуковником  Љубомиром Христићем, са којим је родила троје деце, сина Николу (дивизијског ђенерала, првог ађутанта краља Петра Другог) и две кћери, Ану и Џени Христић.
Долазак и живот у Србији у којој никада до тада није била, и о којој је слушала углавном из
прича свог мужа Елизабета довео је код ње до закључа да се ради о земљи и друштву потпуно различитим од оног у којем је она одрасла у Ирској, и да је њен долазак био велики догађај како за породицу Христић, тако и за друштвену средину. Елизабет Христић је брзо схватила да је разлику од енглеске јавности, београдска чаршија странкињама поклањала велику пажњу, и стално прати њихово понашање и поступке. Схвативши средину у коју је дошла Елизабет је као  „српска снаха“ показала велику жељу да се прилагоди тој средини, а на њену радоста та средина је те њене покушаје примала са симпатијама и трудила се да јој у томе помогне.
Као добротворка и активисткиња Елизабета се ангажовале у бројним женским друштвима. Постала оснивач Српског народног женског савеза 1906. године, и тако су захваљујући њој под један кров стављана сва женска друштва у Краљевини Србији.
У своје активности придружила је и своју вредну и агилну ћерку Ану. Ове две хуманитарке су заједно својим доброчинством, током ратова које је Србија водила 19119-тих година спасиле многе рањенике, и остале становнике Србије, прикупиле огромне количине санитетског материјала добијеног из Енглеске, али и својим сопственим новцем.

Високообразована, хумане културе, нарочито цењена у енглеским круговима, Елизабета се почев од балканских ратова да се активно укључује у пропагирање „српске ствари”, по разним новинама и часописима, енглеским и америчким, и у тим написима износила „оправдане тежње Српског народа”. Са ситуацијом у Србији и на Балкану за време балканских ратова свет је био упознат захваљујући новинарској делатности Елизабет Христић и њене ћерке Ане, које су обавештавале свет о рату на Балкану. О стању у Србији 1912. године Елизабет Христић је овако писала у енглеском Тајмсу.  На почетку Другог балканског рата она је уреднику Тајмса упутила писмо у коме је писала о побудама, али и интересима народа на Балканском полуострву. У чланку је, између осталог, навела 
Други балкански рат представља борбу Бугарске за одузимањем 64% од целокупног освојеног земљишта у Првом балканском рату, то јест бори се за превласт на полуострву. „Србија се бори за свој живот. Црна јој Гора помаже до братске солидарности. Грчка се труди да одржи своју власт над острвима који су насељени искључиво Грцима, а Бугарска се бори за превласт на полуострву. Пошто је црпила снагу својих савезника и изнурила их у своме интересу, она сад намерава да влада као прва сила. Бугарска тражи за себе 64% процената од целокупног освојеног земљишта, па чак и оне земље у које за време зимушњег рата ниједан њен војник ногом ступио није.
Захваљујући Елизабет Христић бројни су листови у Сједињеним Америчким Државама објављивали су текстове о ситуацији на Балкану за време Балканских ратова и о тешком положају у коме се налазила Србија, због недостатка санитетског материјала. Овај текст који је објављен у Тајмсу објавила је након што је сазнала од свога сина Николе да на фронту недостаје санитетског материјала за војску У овим текстовима она је уједно слала јавности јавни апел за слање прилога и помоћ Србима.
Њене пропагандне  активности да помогне народу, још више су се интензивирала када је у Србију стигао Први светски рат.
Мисија Христић
Када је избила епидемија тифуса у Србији 1914. године, она и њена ћерка Ана су са Болницом шкотских жена била укључена у борбу против пегавца у Младеновцу, Лазаревцу и Ваљеву. У Ваљеву су се суочиле са страхотама епидемије у њеном пуном замаху, о чему су обе извештавале и читаоце својих листова, а у ишчекивању доласка нове шкотске болничке јединице, Елизабета је заједно са ћерком Аном покренула малу независну мисију – „Мисију Христић“. Новац за рад мисије је сакупљен уз пуну подршку Daly Expressа и других британских листова који су преносили њене чланке. Поред Ане и Елизабете, у мисији су радиле и четири  професионалне болничарке, три из Енглеске и једна из Норвешке. Поред болничког рада при мисији је постојао и магацин санитетске опреме, одеће, обуће и резерви хране. Мисија Христић је у Ваљеву остала све до 19. октобра 1915. године, када је, непосредно пре нове окупације, град Ваљево напуштен.
Преводилац ратних писама војника и писац ратних песама и војничких скица
Била је преводилац и писац ратних песама и војничких скица које су објављене у Тајмсу, Морнинг посту , Пал мал газети, Ивнинг њузу и Вестминстерској газети.

Објавила је и писма српских војника са фронта у којима је описана ситуација у земљи, живот у избеглиштву, дани обележени страхом и немиром. 
Ова писма, поред тога што пружају детаљан увид у живот обичног човека у ратном вихору, представљају и драгоцено сведочанство и пример српске храбрости, оптимизма и вере у боље сутра.
Захваљујући Елизабетином залагању настао је превод српске химне, који је штампан у овим водећим енглеским и америчким новинама.
Елизабета (Јелисавета) Христић преминула је јануара 1933. године у Енглеској, где је и сахрањена.

## Признања
За свој рад и допринос у ратовима које је Србија водила 1910-тих година Елизабета Христић су за живота додељена следећа одликовања:
- 1913. — Крст милосрђа
- 1915. — Орден Светог Саве четвртог степена.[11]
- 1920. — Орден Белог орла петог степена, за заслуге стечене у Првом светском рату.[12][а]